# Las compañeras tienen grado
Las compañeras tienen grado (Zapatista Women) es una película documental mexicana de 1995 ópera prima de María Inés Roqué y Guadalupe Miranda rodada en Chiapas tras el levantamiento zapatista del 1 de enero de 1994.  

## Sinopsis
El documental, rodado en la Selva Lacandona, refleja la participación de las mujeres indígenas en el movimiento zapatista, Las combatientes zapatistas hablan de las condiciones de vida de los indígenas en México y de la vida de las mujeres campesinas. nos presenta la importante participación y propuesta de los liderazgos de la organización y sus cuestionamientos al machismo.
En el documental se entrevista a la Subteniente Amalia, a las capitanas Elisa, Irma, Isidora y Laura y al Subcomandante Marcos.

## Premios y reconocimientos
Las compañeras tienen grado ganó el Primer Premio Ex Aequoen del 2° Festival Internacional de Escuelas de Cine, Buenos Aires, Argentina y participó en el 20° Margaret Mead Film Festival, Nueva York; en el 6° Festival Internacional de Escuelas de Cine de Tel Aviv, Israel; y en el 15° Women in The Director’s Chair International Film & Video Festival, Chicago, entre otros festivales.

## Sobre las directoras
María Inés Roqué (Córdoba, 1966) es una directora y productora de cine argentino-mexicana. Llega a México en 1977. Estudió en la Universidad Autónoma Metropolitana y en el Centro de Capacitación Cinematográfica, productora de este documental. Roqué realiza más tarde otro documental, Papá Iván (2000) donde se pregunta sobre su padre, Juan Julio Roqué, «Lino», fundador de FAR en Córdoba y miembro de Montoneros, desaparecido en 1977.
Guadalupe Miranda ha trabajado como directora, productora y directora de fotografía desde 1991.